# Ulrich Herman Huber (1842-1917)
Ulrich Herman Huber (Leeuwarden, 15 december 1842 - 's-Gravenhage, 5 maart 1917) was een Nederlands politicus.
Huber, lid van de familie Huber, was een negentiende-eeuws antirevolutionair politicus uit een vooraanstaand Fries juristengeslacht, waarin namen voorkomen als Ulrik Huber, Johannes Lambertus Huber en Ulrich Jan Huber. Hij was zelf geruime tijd advocaat in Leeuwarden. In 1883 koos het district Gouda hem tot Tweede Kamerlid. In 1888 werd hij afgevaardigde voor Dokkum. In de Kamer sprak hij geregeld over juridische, bestuurlijke en waterstaatkundige onderwerpen. Na zijn gedwongen vertrek uit de Kamer in 1894 werd hij staatsraad en dat bleef hij bijna dertien jaar.
- Biografisch Portaal: 54501548
- International Standard Name Identifier: 0000 0003 9060 2699
- Nederlandse Thesaurus van Auteursnamen: 133956105
- Parlement.com: vg09ll1uogw1
- Virtual International Authority File: 284197798
- WorldCat: E39PBJvxx8pPx376w4VDxHwXBP